# Catalina Pella
Catalina Pella (Bahía Blanca, 31 de enero de 1993) es una tenista profesional argentina. Hermana menor del también tenista Guido Pella.
Actualmente su entrenador es Daniel Pereyra, quien dirigió durante toda su carrera a Paola Suárez.
En 2014 fue convocada para la Fed Cup por la capitana María José Gaidano.

## Títulos ITF

### Individuales (9)
| Torneos de $100,000 |
| Torneos de $75,000  |
| Torneos de $50,000  |
| Torneos de $25,000  |
| Torneos de $15,000  |
| Torneos de $10,000  |

| No. | Fecha                    | Torneo              | Superficie    | Oponente en la final   | Resultado        |
| 1.  | 12 de febrero de 2011    | Buenos Aires        | Tierra batida | Mailen Auroux          | 6–4, 2–6, 6–3    |
| 2.  | 17 de septiembre de 2012 | Villa Allende       | Tierra batida | Camila Silva           | 3–6, 7–5, 7–6(4) |
| 3.  | 8 de noviembre de 2013   | Sao Jose Dos Campos | Tierra batida | Ulrikke Eikeri         | 6-3, 6-4         |
| 4.  | 9 de noviembre de 2012   | Caracas             | Dura          | Julieta Estable        | 6–2, 6–3         |
| 5.  | 16 de noviembre de 2013  | Caracas             | Dura          | Victoria Bosio         | 3–6, 6–4, 6–0    |
| 6.  | 13 de marzo de 2016      | Curitiba            | Tierra batida | Cindy Burger           | 5-7, 6-4, 6-2    |
| 7.  | 27 de mayo de 2017       | Benavides           | Tierra batida | Stephanie Mariel Petit | 6-4 6-1          |
| 8.  | 21 de enero de 2018      | Hammamet            | Tierra batida | Michele Alexandra Zmau | 6-4 6-7(5) 6-4   |
| 9.  | 1 de diciembre de 2018   | Solarino            | Carpet        | Federica Bilardo       | 6-1 6-2          |